# ادواردو نوریگا (بازیگر اسپانیایی)
ادواردو نوریگا (به اسپانیایی: Eduardo Noriega) (زاده ۱ اوت ۱۹۷۳) بازیگر اسپانیایی است.

## بخشی از فیلمشناسی
- تز (۱۹۹۶)
- چشمانت را باز کن (۱۹۹۷)
- ستون فقرات شیطان (۲۰۰۱)
- روش (۲۰۰۵)
- آلاتریست (۲۰۰۶)
- نقطه برتری (۲۰۰۸)
- قطار سیبری (۲۰۰۸)
- بلک‌تورن (۲۰۱۱)
- یک تپانچه در هر دست (۲۰۱۳)
- آخرین مقاومت (۲۰۱۳)
- دیو و دلبر (۲۰۱۴)
- سونات سکوت (۲۰۱۶)
- مترجمان (۲۰۱۹)